# Амурська губернія
Амурська губернія — адміністративно-територіальна одиниця РРФСР, що існувала в 1922 — 1926 роках. Центр — місто Благовєщенськ.
Губернія утворена 8 листопада 1922 з колишньої Амурської області. Ділилася на 4 повіти: Благовєщенський, Завітинський, Зейський і Свободненський. У 1924 році Зейський повіт було скасовано.
4 січня 1926 року Амурська губернія та її повіти були ліквідовані. Їх територія стала частиною нового Далекосхідного краю (у вигляді Амурського і Зейсько-Алданського округів).